# Wangunsari (Bantarkalong)
Wangunsari is een bestuurslaag in het regentschap Tasikmalaya van de provincie West-Java, Indonesië. Wangunsari telt 3869 inwoners (volkstelling 2010).